# Butterfly (Mega Speelstad)
Butterfly, soms ook aangeduid als Skydive, is een attractie in het Belgische Mega Speelstad en is gemaakt door Sunkid Heege. De attractie is een pendelschommel en wordt ook aangeduid als een kleine shuttle-achtbaan.

## Geschiedenis
De attractie werd in 2002 geopend. Opvallend ten opzichte van de meeste Butterfly modellen is dat deze binnen staat en zich zodoende klassificeert als indoorachtbaan.

## Beschrijving attractie
Skydive is een kleine achtbaan van het model Butterfly standaard, geschikt voor kinderen en volwassenen. De baan heeft een hoogte van 6,1 meter en een lengte van 21 meter. Er nemen twee bezoekers plaats in het karretje dat heen en weer schommelt over de U-vormige rails en bereikt een maximumsnelheid van 40 km/u. 
Het karretje is versierd met vlindermotieven en bieden plaats aan maximaal twee personen.